# Csordás Tibor (építész)
Csordás Tibor (1925, Gyula – 1998, Budapest) okleveles építészmérnök, Ybl-díjas, állami díjas
A Budapesti Műszaki Egyetemen szerzett építészmérnöki diplomát. A Magasépítési Tervező Irodában, az Építésügyi Minisztériumban, majd a LAKÓTERV Vállalatnál és a Tervezésfejlesztési és Típustervező Intézetnél dolgozott. Részt vett a budapesti házgyárak típusainak tervezésében, az első 15 éves lakásépítési terv előkészítésében.